# Christopher Smith (accademico)
Christopher John Smith (Aylesbury, 2 luglio 1965) è uno storico britannico, specializzato nella storia iniziale dell'antica Roma. È professore di storia antica all'University of St Andrews ed è stato direttore della British School at Rome dal 2009 al 2017.

## Biografia
Dopo aver frequentato la Aylesbury Grammar School, ha studiato al Keble College dell'University of Oxford ottenendo un Bachelor of Arts in Literae Humaniores, diplomandosi nel 1988. Ha ottenuto un dottorato di ricerca, sempre al Keble College nel 1992. È membro straniero dell'Istituto Nazionale di Studi Etruschi ed Italici.

## Opere principali
- Early Rome and Latium: Economy and Society c. 1000 to 500 BC Oxford: Clarendon Press; New York: Oxford University Press, 1996 (inglese) ISBN 9780198150312.[5]
- The Roman Clan: The Gens from Ancient Ideology to Modern Anthropology., Cambridge; New York: Cambridge University Press, 2006 (inglese) ISBN 9780521856928.[5]
- con Anton Powell, Tim Cornell (a cura di), The lost memoirs of Augustus and the development of Roman autobiography, Swansea [Wales], Classical Press of Wales, 2009 (inglese) ISBN 9781905125258.[5]
- con RJ Covino (a cura di), Praise and Blame in Roman Republican Oratory., Swansea: Classical Press of Wales, 2011 (inglese)  ISBN 9781905125463.[5]
- con Peter Derow, Liv Mariah Yarrow (a cura di) Imperialism, Cultural Politics, and Polybius. Oxford; New York: Oxford University Press, 2012 (inglese) ISBN 9780199600755.[5]
- The Etruscans: a very short introduction, Oxford University Press, Oxford 2014, ISBN 9780199547913
- Gli Etruschi (traduzione di Barbara Belelli Marchesini), Milano, Hoepli, 2018. ISBN 9788820385620